# Rivulus egens
Rivulus egens är en fiskart som beskrevs av Costa 2005. Rivulus egens ingår i släktet Rivulus och familjen Rivulidae. Inga underarter finns listade i Catalogue of Life.